# البالغون (فلم 2010)
البالغون (بالإنجليزية: Grown Ups) هو فيلم كوميديا أمريكي أُنتج في 2010 من إخراج دينيس دوغان وكتب الفيلم آدم ساندلر. والفيلم من بطولة آدم ساندلر، كيفن جيمس، كريس روك، ديفيد سبيد، وروب شنايدر. وقام ساندلر وفريد وولف بكتابة السيناريو. وقد أُنتج الفيلم من قِبل شركة ساندلر للإنتاج «هابي ماديسون Happy Madison» وقامت شركة «كولومبيا بيكتشرز Columbia Pictures» بتوزيعه.

## حبكة الفيلم
تتناول أحداث الفيلم قصة مجموعة من الأصدقاء يجتمع شملهم مجددًا بعد أن يفارق مدرب كرة السلة في مدرستهم الثانوية الحياة، ويقضون عطلة عيد الاستقلال سويًا وتتوالى الأحداث.

## القصة
في عام 1978 فاز خمسة من الأصدقاء في بطولة كرة السلة للمدارس الثانوية. وخلال احتفالهم في منزل البحيرة المستأجر يقوم مدرب الفريق بليك كلارك بإعطائهم بعض النصائح حول الحياة وبأنها ربح وخسارة مثل مباراة كرة السلة ولكن لا يجب أن يُصفّر الحكم إلا وأنت فائز. وفيما بعد ينفصل الأصدقاء المقربين بعد تخرجهم من الثانوية وكل منهم يذهب ويرى حياته.
وبعد ثلاثين سنة يصبح ليني فيدر (آدم ساندلر) أحد أشهر الممثلين في هوليوود وقد تزوج من روكسان تشيس (سلمى حايك) وهي مصممة أزياء ولديهم ثلاثة أطفال. وبالنسبة لأطفالهما فهما غريك وكيثن (جيك غولدبرغ وكاميرون بويس) وهما طفلين مدللين جداً مما يُزعج ليني. وأصبح إريك لامونسوف (كيفن جيمس) شريكاً في شركة الأثاث وهو متزوج من سالي (ماريا بيلو) ولديهما طفلان هما دونا وبين (آدا نيكول سارجن وجنجريتش مورغان). وابنه الأصغر بين مايزال يرضع من ثدي أمه مما يثير استياء إريك. وأصبح كورت ماكنزي (كريس روك) الأب الذي ليس لديه عمل، وهو متزوج من ديان (مايا رودولف) التي تُعين الأسرة بعملها. ولديهما طفلين اندريه وشارلوت (ناتجي جيتر وتشينا ماكلين آن). وجينا خلال الفيلم تكون حاملاً بطفل ثالث والذي سيعيش مع هذه العائلة. وقد تزوج روب هيليارد (روب شنايدر) وطلّق ثلاث مرات، ولديه ثلاث فتيات من تلك الزيجات هن: جاسمين، أمبير، وبريجيت (ماديسون رايلي، جيمي تشونغ، واشلي لورين). وزوجته الحالية هي غلوريا (جويس فان باتن) والتي تكبره بـ30 سنة. أما ماركوس هيغنز (ديفيد سبيد) فهو الفاسق الكسول الذي لم يفعل شيئاً في حياته. وجميع هؤلاء الأصدقاء الخمسة يُضايقون بعضهم بطريقة كوميدية طوال الفيلم وتصير معهم بعض المواقف الكوميدية.
عندما مات مدرب فريق كرة السلة في الثانوية جميع الأصدقاء الخمسة يذهبون لجنازته فيجتمعون معاً. فيتذكرون الأيام الخوالي فيستأجر ليني منزل البحيرة للبقاء فيه هو وأصدقائة وأُسرهم. ولا يستطيع ليني البقاء إلى كامل العطلة فزوجته روكسان لديها عرض أزياء في ميلانو. وفي منزل البحيرة ينزعج ليني من بقاء أولاده في المنزل للعب في ألعاب الفيديو. فيجبر أولاده على الخروج واللعب في الهواء الطلق خلال فترة إقامتهم. وعند ذهابهم للمطعم، يلتقلي ليني بعدوه القديم في مباراة كرة السلة بيلي (كولن كوين) الذي لا زال يشعر بالغضب من ليني فقد كان يزعم بأنه في المباراة النهائية كانت قدم ليني خارج الملعب عندما سدد الرمية النهاية والتي جعلتهم يفوزون بالبطولة. وفي النهاية يتحداه في إعادة مباراة كرة السلة التي فازوا فيها.
وفي اليوم التالي يذهب الأصدقاء معاً لنشر رماد مدربهم. روب يشعر بالاكتئاب مما حدث ويتحسر على زيجاته الثلاث الفاشلة ويخبرهم بأن بناته الثلاث قد يأتين. وبعد الصيد يذهب الأصدقاء إلى الغابة ويلعبون لعبة رمي السهم. ويبقى روب في مكانه لأطول مدة، مما يجعله هو الفائز. إلّا أن فرحته لم تكتمل فالسهم يسقط في اتجاهه ويدخل قدمه عن طريق الخطأ. وفي ذلك المساء، يكتشف ليني أن أولاده تركوا اللعب بألعاب الفيديو وصنعوا لأنفسهم هواتف من الكؤوس، وتقول روكسان لابنتها بطريق الخطأ أنه لا وجود لجنية الأسنان. وعندما يرى ليني أن أطفاله مستمتيعن مهذا يستمتع بدوره بأنهم تركوا ألعاب الفيديو قليلاً. ثم تُقرر روكسان أن من الجميل أن يبقوا في منزل البحيرة وأن لا يذهبوا لميلانو. ثم يذهب الأصدقاء إلى المتنزه المائي، حيث يتلعم الطفل بين أن يشرب الحليب من العلبة لا من ثدي أمه. ويقوم ماركوس بمغازلة جاسمين وأنبر باستمرار بعد لبسهم لملابس السباحة. وفي هذا الوقت يتجاهل إريك تحذير ابنته عن المادة الكيميائية الموضوعة في حوض السباحة والتي تُحوّل المياه إلى اللون الأزرق الداكن إذا قام بالتبول. ولكنه تجاهلها وقام الأصدقاء بالبول في الحوض فتحول لونه. وفي وقت لاحق يعلّم ليني ابنه كيفية رمي الكرة لتسقط في السلة، ثم يُنهي الأصدقاء الليلة بالرقص مع زوجاتهم. وفي نهاية المطاف، يجتمع الجميع للبوح بمشاعرهم وحياتهم الحقيقية. وفي نهاية اليوم تبدأ مباراة كرة السلة. ويفوز فريق بيلي بالمباراة.

## قائمة الممثلين
- آدم ساندلر بدور ليني فيدر
  - مايكل كافاليري بدور ليني الصغير
- كيفين جيمس بدور إريك لامونسوف
  - أندرو بايارد بدور إريك الصغير
- كريس روك بدور كورت ماكنزي
  - جميل ماكاغيل بدور كورت الصغير
- ديفيد سبيد بدور ماركوس هيغينز
  - كايل بروكس بدور ماركوس الصغير
- روب شنايدر بدور روب هيليارد
  - جوشوا ماتز بدور روب الصغير
- سلمى حايك بدور روكسان فيدر
- ماريا بيلو بدور سالي
- مايا رودولف بدور ديان ماكنزي
- جويس فان باتن بدور غلوريا
- إيبوني جو بدور والدة ماكنزي
- دي كون بدور يتا
- ستيف بوسكيمي بدور وايلي
- كولن كوين بدور ديكي بيلي
  - هانتر سيلفا بدور ديكي الصغير
- تيم ميدوز بدور مالكولم
  - كريستوفر بوركر بدور مالكوم الصغير
- ماديسون رايلي بدور جاسمين هيليارد
- جيمي تشونغ بدور أنبر هيليارد
- آشلي لوراين بدور بريجيت هيليارد
- جاك غولدبرغ بدور فيدر جريج
- كاميرون بويس بدور كيثين فيدر
- أليكسس نيكول بدور بيكي فيدر
- آدا نيكول سارجن بدور دونا لامونسوف
- جنجريتش مورغان بدور بين لامونسوف
- ناتجي جيتر بدور أندريه ماكنزي
- تشينا ماكلين آن بدور شارلوك ماكنزي
- دان باتريك بدور نوربي
- تيم هيرلي بدور القس
- بليك كلارك بدور المدرب بوبي
- نورم مكدونالد بدرو رجل غريب
- جوناثين لوغران بدور روبايدكس
  - كونر بانزنير بدور روبايدكس الصغير
- كيفن غرادي بدور موزبي
  - جيرمي ويفر بدور موزبي الصغير
- ريتشا مينرفينا بدور تارديو
  - دانيال كوهن بدور تارديو الصغير
- جاكي تيتدون بدور السيدة تاريدو
- دينيس دوغان بدور حكم كرة السلة
- ليزا إم فرانسيس بدور السيدة بيلي
- جي دي هيغنيز بدور السيد هيغنز
- أبريل روز بدور نوكس كيسي

## الإنتاج
بدأ تصوير الفيلم في البلدة الجنوبية في ماساتشوستس في 18 مايو 2009 ولكن أكثر مشاهد الفيلم صُورت في إسيكس ماساتشوستس، ويرهام، وكذلك بعض المشاهد صُورت في ماربليهيد ماساتشوستس. مشهد المطعم صُور في إسيكس. ومنزل البحيرة ومباراة كرة السلة في نهاية الفيلم تم تصويره في بحيرة تشاباكو في إسيكس. وقد تم تصوير العديد من المشاهد من الأعلى واظهرت هذه المشاهد بحيرة يننيبيسوكي في نيو هامبشاير، ملفين، وقرية جيلفورد. وكان من المقرر أن يصدر الفيلم في 1 يوليو 2010 ولكن شركة الإنتاج أجلت موعده طرحه إلى 25 يوليو 2010.

## الموسيقى
تم تأليف الموسيقى من قبل روبرت جريجسون ويليامز.

## البوكس أوفيس
الفيلم لاقى نجاحاً في شباك التذاكر الأمريكية فقد وصلت عائداته إلى 162,001,186 دولار في الولايات المتحدة وفي الدول الأخرى وصلت إيراداته إلى 109,429,003 دولار. مما يجعل كامل عائداته 271,430,189 دولار. وقد فاز الفيلم في حفل توزيع جوائز إم تي في، وقد فاز بجائزة «أفضل جملة فلمية» وكانت الجملة «أنا اريد ان أثمل بالشكولاته» واليت قالتها بيكي ابنة ليني.

## التقييم
الفيلم لم يُلاقي إعجاب النقاد وأشار موقع الطماطم الفاسدة بأن 10% من النّقاد أعجبهم الفيلم من أصل 160 مشارك مما يجعل تقييمه 3.3/10. وبعض الأطباء قالوا بأن الفيلم مناسب تماماً لطريقة العلاج بالضحك. ومنح موقع ميتاكريتيك الفيلم تقييم 30 من 100 استناداً على 32 مراجع. وقد تم ترشيح روب شنايدر للفوز بجائزة التوتة الذهبية.

## التتمة
قالت شركتي هابي ماديسون وكولومبيا بيكتشرز أن الفيلم سيتم إكماله في يونيو 2012. وقد كتب السيناريو فريد وولف. وقد أُكّد بأن الفيلم سيتم إصداره في 12 يوليو 2013 في الولايات المتحدة، وفي تاريخ 16 أغسطس 2013 في المملكة المتحدة.
وسيكون في الفيلم اثنين من الشخصيات الجديدة هما تايلور لوتنر وأوليفر كوبر. بالإضافة إلى طاقم التمثيل في الجزء السابق. وسينضم إليهم ستون كولد ستيف أوستن نجم الـWWE المشهور. بالإضافة إلى ذلك فسينضم إليهم مايكل كاي بدور الرياضي وشاكيل اونيل بدور شرطي. وكشف موقع EW.com أن باتريك شوارزنيجر ابن أرنولد شوارزنيغر سيظهر في الفيلم لأول مرة.

## روابط خارجية
- البالغون على موقع IMDb (الإنجليزية)
- البالغون على موقع ميتاكريتيك (الإنجليزية)
- البالغون على موقع الموسوعة البريطانية (الإنجليزية)
- البالغون على موقع روتن توميتوز (الإنجليزية)
- البالغون على موقع نتفليكس (الإنجليزية)
- البالغون على موقع قاعدة بيانات الأفلام العربية
- البالغون على موقع ألو سيني (الفرنسية)
- البالغون على موقع Turner Classic Movies (الإنجليزية)
- البالغون على موقع أول موفي (الإنجليزية)
- البالغون على موقع بوكس أوفيس موجو (الإنجليزية)